# Bactrocera sembaliensis
Bactrocera sembaliensis
 es una especie de insecto díptero que Drew y Albany Hancock describió científicamente por primera vez en 1994. Esta especie pertenece al género Bactrocera de la familia Tephritidae. 